# 朱天文
朱 天文（チュー・ティエンウェン、1956年 - ）は、台湾の脚本家、小説家、随筆家である。

## 経歴
1956年に台北で生まれた。小説家で外省人の父親と、日本文学の翻訳家で本省人（客家系）の母親を両親に持つ。妹は作家の朱天心である。16歳の頃、最初の小説を出版した。『悲情城市』など、侯孝賢監督の映画の脚本を数多く手がけている。

## 著書

### 単著
- 安安の夏休み（1992年、筑摩書房） ISBN 9784480831316
- 世紀末の華やぎ（1997年、紀伊國屋書店） ISBN 9784906510962
- 荒人手記（2006年、国書刊行会） ISBN 9784336048134
- 侯孝賢と私の台湾ニューシネマ（2021年、竹書房） ISBN 9784801926103

### 共著
- 台北ストーリー（1999年、国書刊行会） ISBN 9784336041326

## フィルモグラフィー
特記なき作品は脚本のみを担当。

### 映画
- 少年（1983年） - 脚本・原作
- 風櫃の少年（1983年） - 脚本・原作
- 冬冬の夏休み（1984年） - 脚本・原作
- 台北ストーリー（1985年）
- 童年往事 時の流れ（1985年）
- 恋恋風塵（1986年）
- ナイルの娘（1987年）
- 悲情城市（1989年）
- 戯夢人生（1993年）
- 好男好女（1995年）
- 憂鬱な楽園（1996年）
- HHH:侯孝賢（1997年） - 出演
- フラワーズ・オブ・シャンハイ（1998年）
- ミレニアム・マンボ（2001年） - 脚本・製作
- 珈琲時光（2003年）
- 百年恋歌（2005年）
- 黒衣の刺客（2015年）
- 願未央（2020年） - 監督

## 受賞
- 1983年 - 第20回金馬奨 - 最優秀脚色賞（『少年』）[5]
- 1985年 - 第22回金馬奨 - 最優秀オリジナル脚本賞（『童年往事 時の流れ』）[6]
- 1995年 - 第32回金馬奨 - 最優秀脚色賞（『好男好女』）[7]